# Oligota pusillima
Oligota pusillima är en skalbaggsart som först beskrevs av Johann Ludwig Christian Gravenhorst 1806.  Oligota pusillima ingår i släktet Oligota och familjen kortvingar. Arten är reproducerande i Sverige. Inga underarter finns listade i Catalogue of Life.